# Bojong (Ngombol)
Bojong is een bestuurslaag in het regentschap Purworejo van de provincie Midden-Java, Indonesië. Bojong telt 276 inwoners (volkstelling 2010).